# Secteur fortifié de Montmédy

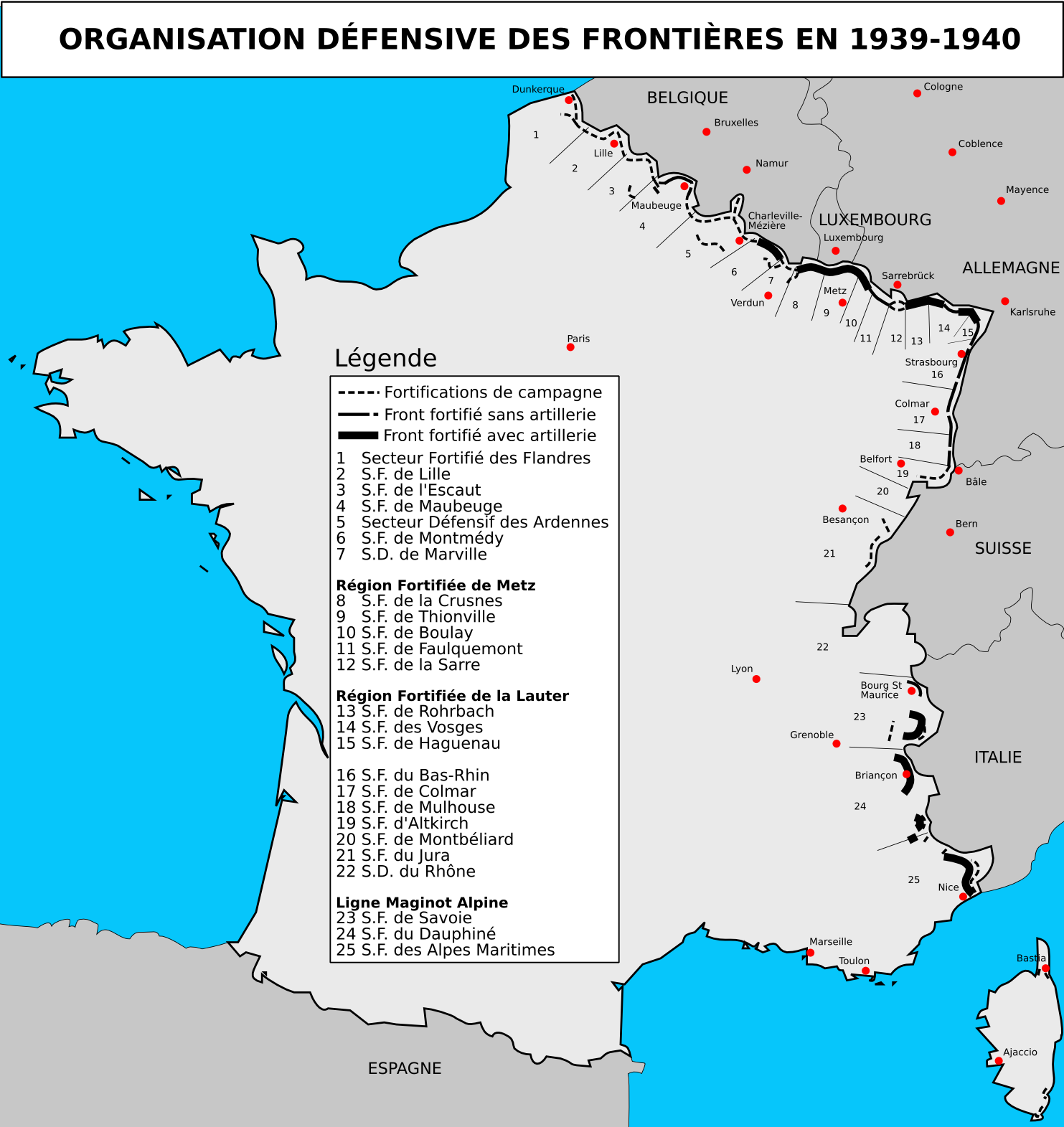
Carte de l'organisation en secteurs de la ligne Maginot.

Le secteur fortifié de Montmédy est une partie de la ligne Maginot, situé entre le secteur défensif des Ardennes à l'ouest et le secteur fortifié de la Crusnes à l'est.
Il forme une ligne le long de la frontière franco-belge à l'ouest de Montmédy, de Pont-à-Bar (sur la commune de Dom-le-Mesnil, dans les Ardennes) à Vélosnes (dans la Meuse). Les fortifications du secteur sont plutôt légères sur la majorité de la ligne, avec seulement une portion avec quelques ouvrages.
Pour un article plus général, voir Ligne Maginot.

## Organisation et unités
D'abord sous commandement de la 2e région militaire (QG à Amiens) jusqu'à la déclaration de guerre, le secteur passe alors sous commandement de la 2e armée : il est sous l'autorité pour les sous-secteurs de Sedan et de Mouzon du 10e corps d'armée, composé de la 55e division d'infanterie (de réserve, série B) et de la 3e division d'infanterie nord-africaine (d'active), tandis que les sous-secteurs de Montmédy et de Marville sont confiés au 18e corps d'armée, composé de la 3e division d'infanterie coloniale (de réserve, série A) et de la 41e division d'infanterie (de réserve, série A).
Lors de la réorganisation du commandement des troupes de forteresse, le secteur récupère le sous-secteur de Marville.
Le secteur est divisé en quatre sous-secteurs fortifiés, avec les unités suivantes comme équipages des ouvrages et casemates ainsi que comme troupes d'intervalle stationnées entre ceux-ci après la mobilisation :
- sous-secteur de Sedan, confié au 147e régiment d'infanterie de forteresse ;
- sous-secteur de Mouzon, confié au 136e régiment d'infanterie de forteresse ;
- sous-secteur de la tête de pont de Montmédy, confié au 155e régiment d'infanterie de forteresse ;
- sous-secteur de Marville, confié au 132e régiment d'infanterie de forteresse.

L'artillerie et le génie du secteur sont composés des :
- une partie du 169e régiment d'artillerie de position (premier groupe : dix canons de 75 mm modèle 1897[2]) ;
- 99e régiment d'artillerie mobile de forteresse hippomobile (sous-secteur de Sedan, deux groupes avec 24 canons de 75 mm modèle 1897[3]) ;
- 211e bataillon du génie de forteresse du 3e régiment du génie.

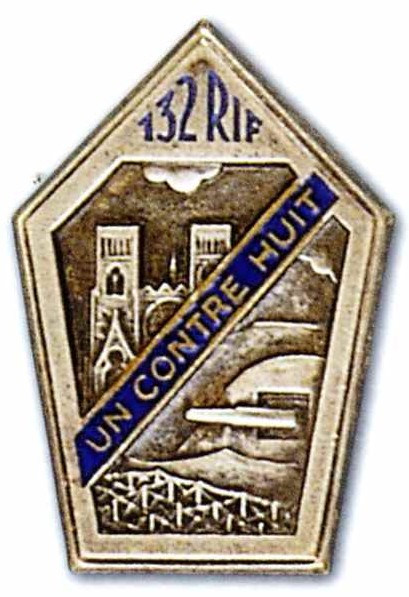
Insigne du 132e RIF.
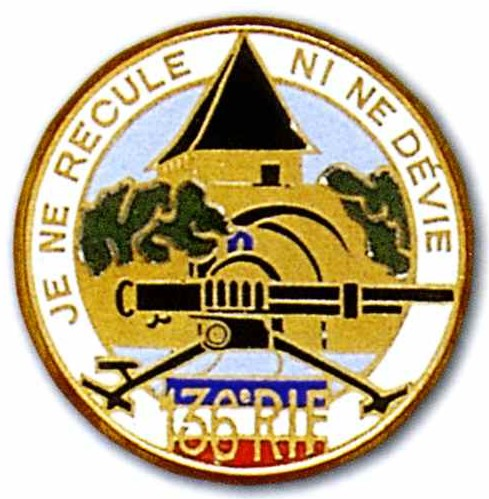
Insigne du 136e RIF.
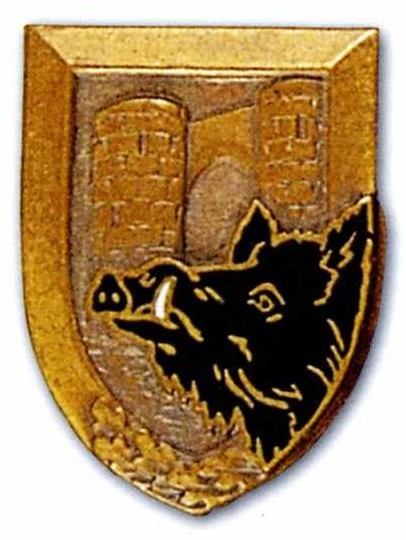
Insigne du 147e RIF.
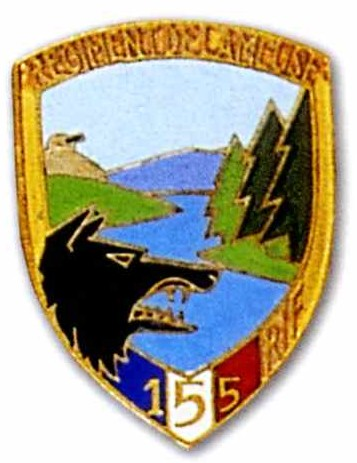
Insigne du 155e RIF.

## Liste des composantes
Sur les quatre sous-secteurs que compte le secteur fortifié, trois (Sedan, Mouzon et Marville) sont constitués de blockhaus STG, FCR et RFM, dont une grande partie est inachevée (presque aucun n'a ses cuirassements). Quant au sous-secteur de la tête de pont de Montmédy, il est relativement solide, avec quatre ouvrages (La Ferté, Chesnois, Thonnelle et Vélosnes) et douze casemates CORF « nouveaux fronts »).
| Sous-secteur de Sedan                                                    | Sous-secteur de Mouzon                                                                                                 | Sous-secteur de la tête de pont de Montmédy | Sous-secteur de Marville (PC à Grand-Failly) |
| ------------------------------------------------------------------------ | --- | --- | --- |
| ligne de 8 maisons fortes + ligne principale de résistance (9 blockhaus) | ligne de 7 maisons fortes + ligne principale de résistance (20 blockhaus) + ligne CEZF de Signy-l'Abbaye à Poix-Terron | L'Aveney Les Fourches Villy Ouest Villy Est La Ferté Margut Moiry Sainte-Marie Sapogne Chesnois Christ Thonne-le-Thil Guerlette Avioth Thonnelle Fresnois Saint-Antoine Ecouviez Ouest Ecouviez Est Vélosnes | ligne de défense de la Chiers (7 blockhaus STG et 4 blockhaus FCR) + ligne principale de résistance (2 blockhaus STG, 8 blockhaus RFM et un blockhaus FCR) + bretelle CEZL de Mangiennes à Pierrepont |

### Casernements de sûreté
- Sous-secteur de la tête de pont de Montmédy 
  - Camp de La Ferté (inachevé)
  - Camp de Montmédy (ville haute et casernement neuf)
- Sous-secteur de Marville
  - Camp de Saint-Jean-Marville

## Histoire

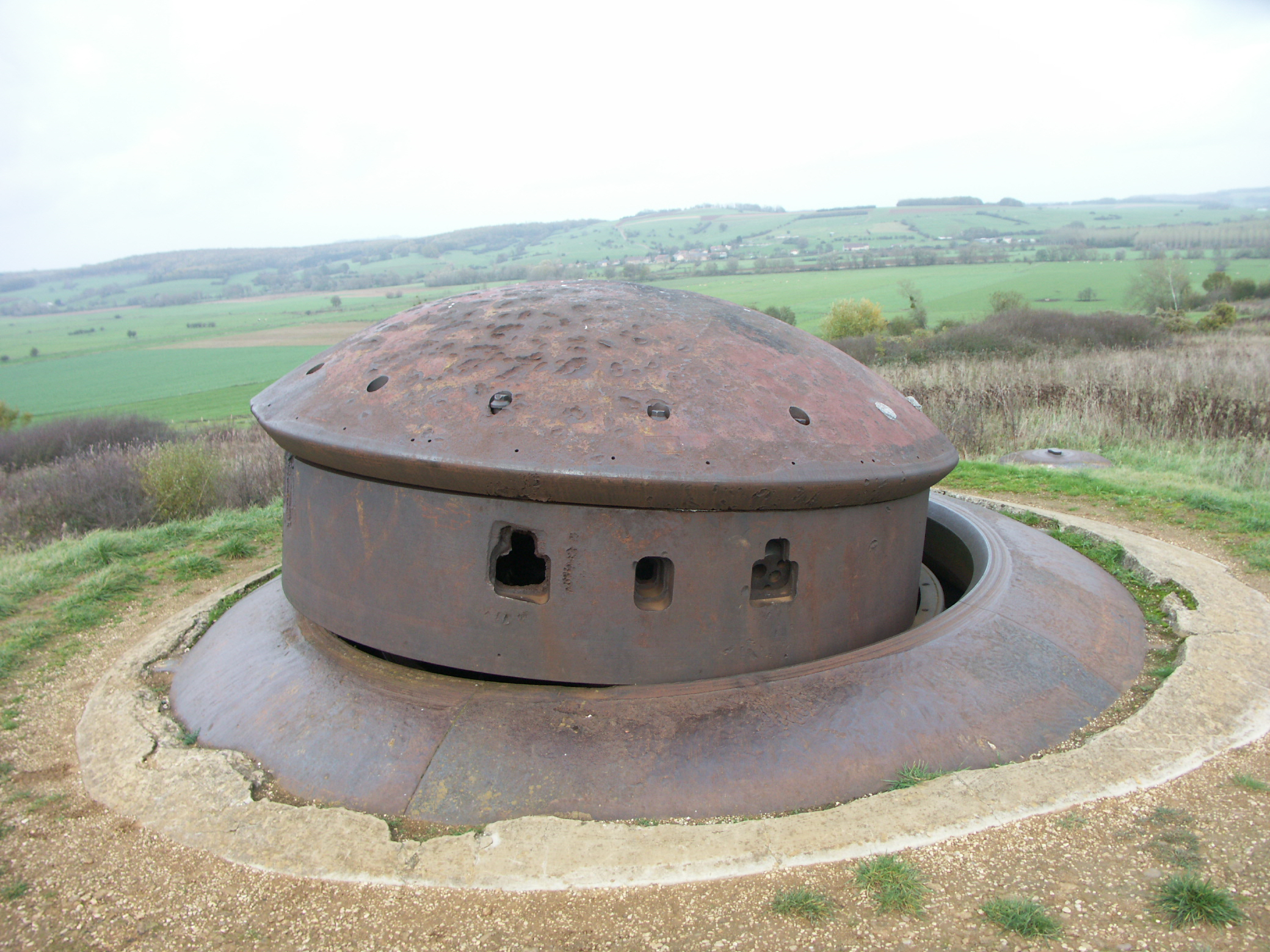
Tourelle pour deux armes mixtes du bloc 2 de l'ouvrage de La Ferté, mise hors-service lors des combats de mai 1940.